# Calamus oxleyanus
Calamus oxleyanus là loài thực vật có hoa thuộc họ Arecaceae. Loài này được Teijsm. & Binn. ex Miq. mô tả khoa học đầu tiên năm 1868.